# Tomás Carrasquilla
Pour les articles homonymes, voir Carrasquilla.
Tomás Carrasquilla Naranjo, né le 17 janvier 1858 à Santo Domingo et mort le 19 décembre 1940 à Medellín, était un écrivain colombien qui a vécu dans la région d'Antioquia. Il s'est consacré à des emplois très modestes : tailleur, secrétaire de juge, magasinier dans une mine et employé du ministère des Travaux publics. Il fut un lecteur assidu et un des écrivains les plus originaux de la littérature colombienne, influençant largement la jeune génération de son temps et les générations futures. Carrasquilla fut peu connu de son temps d'après Federico de Onís un expert de l'œuvre de Carrasquilla. Ce fut seulement après 1936, alors qu'il avait déjà 68 ans, quand il fut récompensé du prix national de littérature, que Carrasquila obtint une reconnaissance nationale. La bibliothèque du parc Tomás Carrasquilla a été nommée en son honneur.
La guerre civile colombienne de la seconde partie du XIXe siècle empêcha le jeune Carrasquilla de poursuivre ses études à l'université d'Antioquia. En tant qu'intellectuel engagé, Carrasquilla organisait des tertulias (réunions sociales destinées à lire des livres et en discuter) dans sa maison de Medellín. Beaucoup de jeunes écrivains et intellectuels de son temps rejoignirent ses tertulias, de cette époque il fut appelé « Maestro Tomás Carrasquilla ». Parmi les admirateurs de Carrasquilla se trouvait le philosophe colombien Fernando González Ochoa. 
De Onís déclara que l'œuvre de Carrasquilla passa inaperçue en Colombie et à l'étranger car il vécut à deux périodes différentes de la littérature de l'Amérique latine : le costumbrismo et le romantisme, qui a eu des représentants comme José Asunción Silva en Colombie, et la venue du modernisme en réaction au costumbrismo. Beaucoup classent son œuvre en tant que costumbriste à l'instar de De Onís.

## Contexte

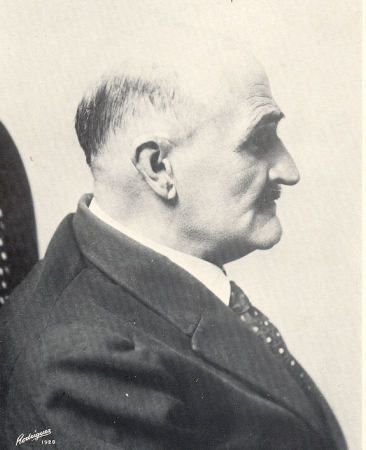
Don Tomás Carrasquilla en 1929, une photo de Melitón Rodríguez.

La vie de Carrasquilla chevauche deux siècles, devenant un lien entre deux périodes de l'histoire colombienne. Quand il naît en 1858, le pays était appelé la République de la Nouvelle-Grenade nouvellement indépendante de l'Espagne. Dans son roman La Marquesa de Yolombo, Carrasquilla décrit comment les gens du peuple de la fin du XVIIIe siècle ont vu les évènements qui ont mis fin à la dépendance politique de la Colombie vis-à-vis de l'Espagne. 
Il fut aussi citoyen de ce qui s'appelait alors les États-Unis de Colombie (1863-1886), un temps où la région Paisa a vu la colonisation des actuelles zones où le café est cultivé. Il fut également le témoin de la révolution industrielle colombienne au début du XXe siècle, de la guerre des Mille Jours, et de bien d'autres changements dans son pays.
La guerre civile colombienne au XIXe siècle fut la raison pour laquelle il ne put pas terminer ses études de droit à l'université d'Antioquia.
Une de ces guerres civiles est dépeinte dans ses œuvres Luterito et El Padre Casafús. Ces livres se déroulent dans le contexte de la guerre civile de 1876, commencée par les partisans conservatifs d'Antioquia, Cauca et Tolima contre le gouvernement libéral du président Aquileo Parra, qui voulut laïciser l'éducation. L'histoire se passe dans la ville de Canasgordas, où un groupe de combattant se prépare à "défendre la Foi". L’œuvre de Carasquilla à ces moments, aborde les sentiments profonds que les personnes ressentent pendant les évènements historiques.

## Biographie

### Jeunesse
Carrasquilla naît à Santo Domingo, une ville andine située au nord-est de Medellín, dans les montagnes d'Antioque. Il est le fils d'Isaza Carrasquilla et Ecilda Naranjo Moreno. Sa famille possédait des mines d'or, ce qui lui permit de vivre assez bien et de se consacrer à l'écriture. Un de ses amis, né aussi à Santo Domingo, était l'écrivain Francisco de Paula Rendón.
À l'âge de 15 ans, il part pour Medellín afin de finir ses études secondaires à l'Université d'Antioquia; il continue ses études de droit là-bas. Il doit abandonner ses études de droit en 1877 à cause de la guerre civile.
Il retourne à Santo Domingo, où il travaille en tant que travailleur et fait quelques travaux pour la municipalité. Carlos Eugenio Restrepo l'invite au Café Literario ("café littéraire"), où il dut écrire une histoire afin d'être admis. Il écrivit Simón el Mago ("Simon le Mage"), une de ses plus célèbres histoires. Elle fut publiée en 1890, et portée au cinéma par le réalisateur colombien Víctor Gaviria en 1993.

### L'écrivain

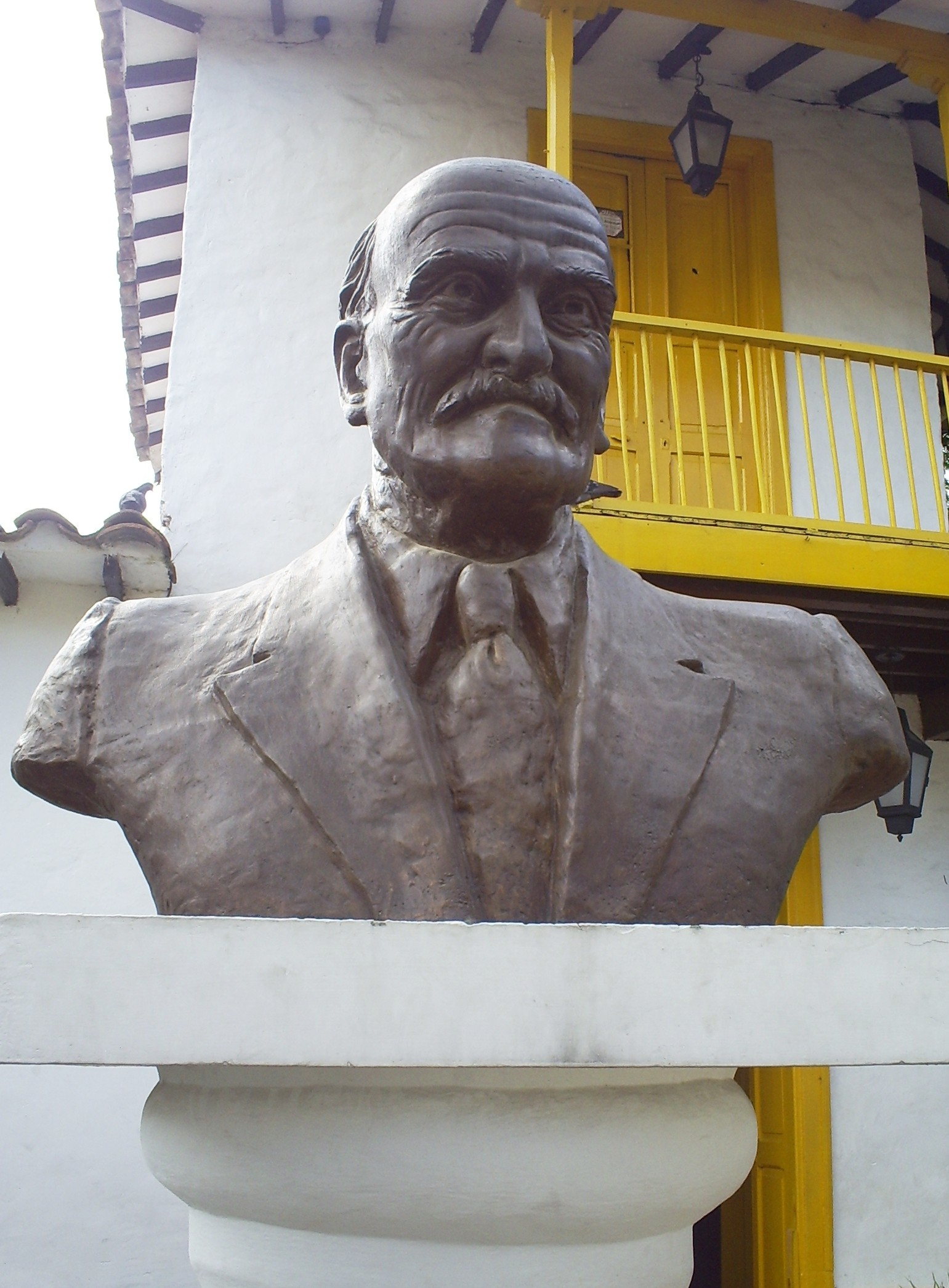
Buste de Tomás Carrasquilla situé dans le parc Paisa à Medellín.

En 1896, Carrasquilla se rend à Bogota pour la publication de sa première nouvelle, Frutos de mi tierra (Les fruits de ma terre), écrite pour démontrer que n'importe quel sujet peut être matière à histoire, elle est très bien accueillie par les critiques. Pendant ce voyage, il est amené à connaître José Asunción Silva, à qui il dédicacera quelques années plus tard l'essai "Pour le poète".
En retournant à Antioquia, il a un accident en tombant d'un cheval, ce qui l'oblige à rester à Medellín pour un temps. Quand il retourne à Santo Domingo, il se consacre à l'écriture, jusqu'en 1904, au moment où il perd sa fortune à la suite de la banqueroute de la Banco Popular. Il obtient alors un emploi de magasinier dans la mine d'or de Sonsón jusqu'en 1909.
Après son retour à Medellín, il a une vie sociale et culturelle active, s'associant à de jeunes intellectuels tel que Fernando González Ochoa qui devient un de ses meilleurs amis jusqu'à la fin de ses jours et fut l'un des plus grands admirateurs de Carrasquilla. Il fréquente également le caricaturiste Ricardo Rendón et le groupe sceptique Los Panidas, qu'il supporte mais ne joint pas.
En 1914, il effectue quelques tâches pour le plus vieux journal colombien, El Espectador, quand sa publication était éditée à Medellín. Mais peu après, il part pour Bogota, où il travaille pour le ministère des Travaux publics jusqu'en 1919. 
En retournant à Medellín, il continue à étudier la littérature, et en 1928 publie La Marqueza de Yolombó ("La marquise de Yolombó"), une des œuvres les plus connues de littérature colombienne.

### Ses dernières années

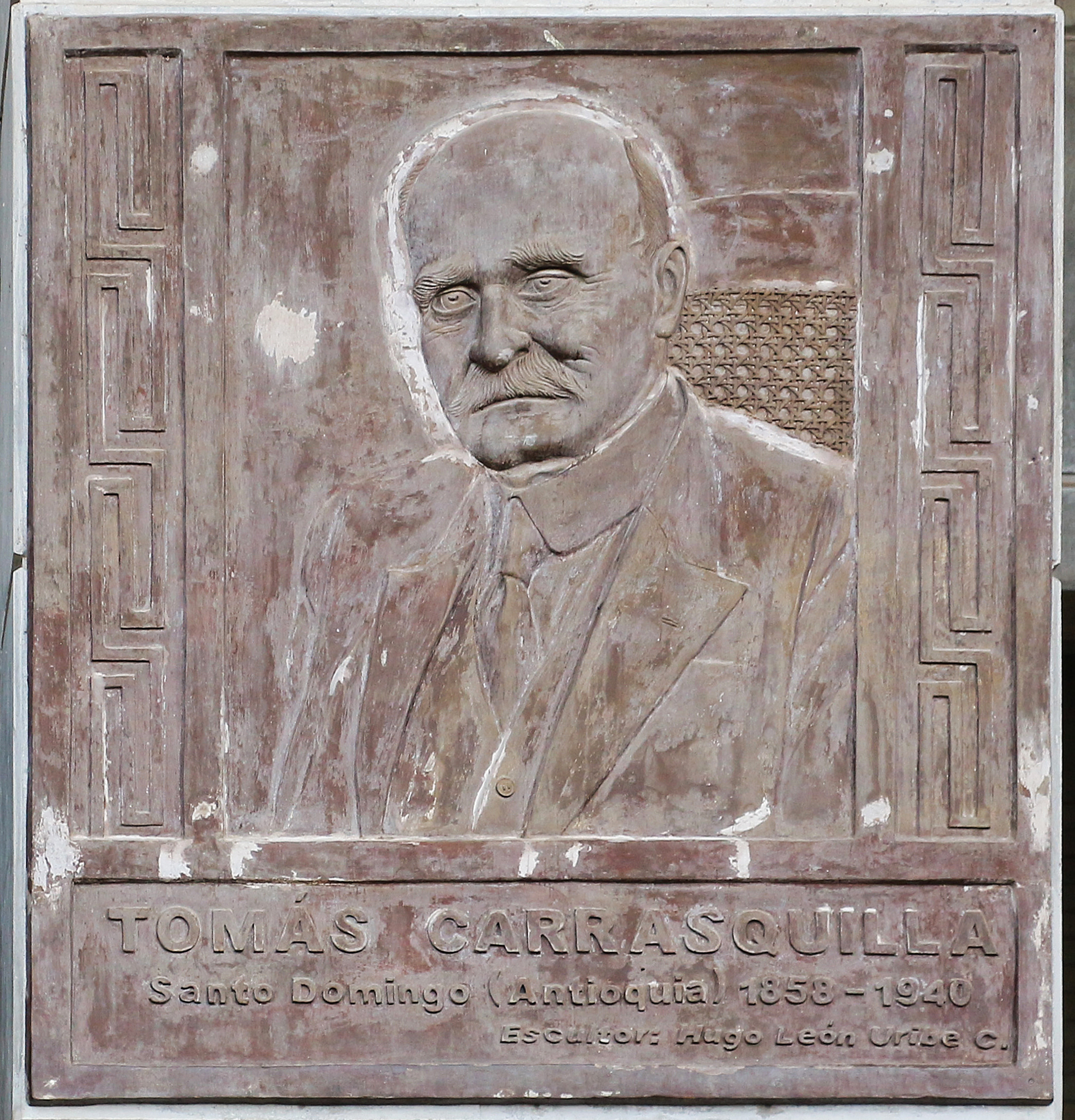
Plaque de Tomás Carrasquilla à Medellín

L'écrivain est à Medellín quand sa santé décline et qu'il commence à devenir aveugle. En 1934, la chirurgie lui redonne une vision limitée; sa cécité n'était pas un obstacle à l'écriture, cependant, il commence à dicter ses œuvres.
En 1935, il est décoré de l'Ordre de Boyacá, une récompense qui octroie au récipiendaire les mêmes privilèges que le président ou ex-président de Colombie.
Il écrit Hace Tiempos ("Il y a longtemps") par diction entre 1936 et 1937; ce travail lui vaut le prix national de littérature et de science José María Vergara y Vergara de l'académie colombienne de langue. Cette distinction contribue à sa reconnaissance nationale, et attire les critiques internationaux, qui admirent son œuvre et le sauvent du quasi-anonymat.
Il meurt en 1940, entouré par un large groupe d'amis et admirateurs, qui le surnommaient "Don Tomás" ou le "Maestro Tomás Carrasquilla."

## Entre le costumbrisme et le modernisme
Carrasquilla est habituellement vu comme un écrivain costumbriste en raison du contexte culturel de son environnement. Les détails traditionnels du folklore simple et les descriptions de paysage dans son œuvre sont caractéristiques de ce courant littéraire, qui s'est développé en Espagne et en Amérique Latine pendant le XIXe siècle. L'objectif des écrivains costumbristes est la description du cadre traditionnel d'un peuple sans aucun commentaire supplémentaire par respect et comme conséquence du Romantisme.
À la fin du XIXe siècle, le modernisme commence à apparaitre en Amérique Latine et en Espagne. En Colombie, le modernisme comprend des écrivains, des journalistes, des artistes et des photographes tels que González, Greiff, Rendón, and Matiz. Le modernisme s'est développé comme allant à l'encontre du costumbrismo. D'après Federico de Onís, Carrasquilla savait, et même partageait, la nouvelle tendance du modernisme ; par exemple il apports son soutien à Los Panidas, mais conserva son propre style et son originalité.

« À proprement parler, il fut toujours un écrivain indépendant, ses plus grands mérites et son originalité se manifestent d'eux-mêmes dans sa capacité à rester libre de l'imitation directe de tous types d'influences, bien que toutes celles qu'il ait reçues sont latentes dans son œuvre. »

— Frederico de Onís, Prologue, Cuentos de Tomás Carrasquilla.
En ce sens, la classification de Carrasquilla en tant que costumbriste n'est pas exacte. D'après De Onís, l'œuvre de Carrasquilla s'écarte du costumbrismo statique du XIXe siècle :

« Son œuvre littéraire est uniforme et diversifiée; diversifiée car différente des costumbristes qui décrivent les décorations, les scènes et les personnages en utilisant les mêmes motifs;  uniforme car dans son œuvre la substance d'Antioquia transparait toujours et cette réalité unique externe est toujours vue à travers sa personnalité »

— Frederico de Onís, Prologue, Cuentos de Tomás Carrasquilla
Pour le journaliste colombien Carlos Uribe de los Ríos, le classement de Carrasquilla en tant qu'écrivain costumbriste, l'a longtemps marginalisé dans la littérature colombienne :

« Carrasquilla était regardé de haut par quelques écrivains de Bogota qui le considéraient comme un provincial. Et comme le maitre de Santo Domingo pensait la même chose de ses rivaux, ce ne fut pas facile dans un tel contexte de générer de bon sentiments au sujet de l’œuvre de l'auteur antioquien qui amène son œuvre à son juste mérite au-delà des limites de sa province. S'il n'y avait eu le professeur canadien Kurt Levy qui écrivit une critique biographique sur lui, beaucoup moins de personnes se souviendraient de l'écrivain colombien aujourd'hui et de ses plus célèbres nouvelles en rapport avec cette critique : La Marquesa de Yolombó, Frutos de mi tierra et une grande partie de ses histoires courtes. Don Tomás Carrasquilla était un écrivain capable de récolter les plus simples anecdotes de la vie de tous les jours, et de les transformer en belles histoires intenses et déroutantes. Il était un maître du détail, de la description en filigrane, du mot juste, avec l'avantage de savoir comment garder l'intérêt constant du lecteur. Ironique, parfois sans merci, tendre si nécessaire et propriétaire de cette intensité indispensable pour transformer une histoire ordinaire en passionnant et intelligent récit. »

— Carlos Uribe de los Ríos, Desempolvando a Carrasquilla, EquinoXio

## Fernando González
S'il y a une chose qui prouve que Carrasquilla fut plus qu'un costumbriste, et qu'il utilisait des éléments du modernisme réaliste dans son œuvre, c'est sa relation intellectuelle et sa grande amitié avec Fernando González Ochoa, le filósofo de Otraparte ("le philosophe d'ailleurs"). 39 ans d'écart en âge, González connaissait Carrasquilla au temps où il créa Los Panidas avec Rendón et De Greiff à Medellín.
González, un autre maître de l'écriture colombienne, dit dans un de ses essais à propos de l'auteur dans Hace Tiempos de Carrasquilla:

«  »

— Fernando González, "Hace Tiempos" de Tomás Carrasquilla

## Œuvres
Bien que l’œuvre de Carrasquilla fut largement disponible uniquement dans la région Paisa pendant sa vie, cela ne veut pas dire qu'il fut totalement ignoré ailleurs en Colombie et à l'étranger. Surtout depuis 1936, avec la reconnaissance du prix national de littérature et de science, son œuvre attira l'attention des critiques littéraires étrangers comme les Chiliens Arturo Torres Rioseco et Mariano Latorre. Il garda une bonne relation d'amitié, par correspondance, avec des écrivains tels que José Martí et Miguel de Unamuno.
L’œuvre de Carrasquilla est répartie en nouvelles, histoires, essais, articles et lettres. En 1906, il confessa dans une lettre adressée à un ami qu'il écrivait à cause de ses problèmes d'argent, étant en banqueroute, bien que toute sa vie il profita d'un style de vie confortable et il ne fut jamais marié. Les quelques articles qu'il écrivit dans El Espectador, laissèrent supposer quelques observateurs qu'il était journaliste, mais ses contributions à ce domaine restent plutôt limitées.

### Romans
- (1896) Frutos de mi tierra.
- (1899) Manuel solano en los tiempos bola
- (1903) Salve, Regina
- (1906) Entrañas de niño
- (1910) Grandeza
- (1920) Ligia Cruz
- (1922) El Zarco
- (1926) La Marquesa de Yolombó
- (1935) Hace tiempos
- (1940) Amarguras

### Contes
- (1897) Simón El Mago
- (1897) En la diestra de Dios Padre
- (1897) Blanca
- (1898) El ánima sola
- (1899) San Antoñito
- (1901) A la Plata
- (1914) El Prefacio de Francisco Vera
- (1915) El Rifle
- (1915) La Mata
- (1926) Rogelio

### Recueils d'articles
- (1914) Homilías
- (1934) Dominicales

### La marquise de Yolombó
La Marqueza de Yolombó (1926), une nouvelle historique, est l'une des nouvelles les plus populaires de Carrasquilla. It describes the reconstruction of a Colombian town at the end of the 18th century, at the height of the movement for independence from Spain. The novel describes the social classes of the time, with the Spaniards and Spaniard Americans at the top, and the low social classes being blacks and mestizos. At the time, Yolombó was a strategic town among the gold mines of Antioquia. Elle décrit la reconstruction d'une ville colombienne à la fin du XVIIIe siècle, à l'apogée du mouvement pour l'indépendance de l'Espagne. Le roman décrit les classes sociales de l'époque, avec les espagnols et les espagnols américains au sommet, et les classes sociales basses : les Noirs et les métis. À l'époque, Yolombó était une ville stratégique situés entre les mines d'or d'Antioquia.

### Simón Le Magicien
Simón El Mago est une histoire écrite en 1890 dans laquelle Carrasquilla ridiculise la sorcellerie. Il montre également la relation entre Blancs et Noirs en Colombie à la fin du XIXe siècle, et le mélange des croyances parmi les métisses. Dans l'histoire, Toñito, le plus jeune enfant à la maison, est pris en charge par son nana, Frutus, qui a utilisé pour lui parler de l'art de la sorcellerie, quelque chose qui fait une grande impression sur le garçon. Le garçon a décidé d'avoir ses propres aventures en utilisant les leçons informelles de son nana , et a de terribles ennuis que son père arrange avec une punition sévère.

## D'autres lectures
- (es) Kurt L. Levy (trans. Narváez, Carlos Lopez), Vida y obras de Tomás Carrasquilla [« Life and Work of Tomás Carrasquilla »], Medellín, Colombia, Editorial Bedout, 1958 (OCLC 2514347)
- (es) Fernando Toro Saldarriaga, Serie periódica sobre la vida y obra de Tomás Carrasquilla, Santo Domingo, Antioquia, Periódico El Dominicano, 1984–1990
- (es) Luis Carlos Barrera Sánchez, Suplementos acerca de la vida y obra de Tomás Carrasquilla, Santo Domingo, Antioquia, Vanguardia Dominicana, 1986–1992